# Miles von Wachenfelt
Miles Wilhelm Fredrik von Wachenfelt, född 29 juni 1887 i Göteborgs domkyrkoförsamling, Göteborg, död 3 juni 1986 i Engelbrekts församling, Stockholm, var ett svenskt lantbruksråd. 

## Biografi
von Wachenfelt var son till tullförvaltaren Carl Fredrik von Wachenfelt och friherrinnan Maria Elisabeth Fleetwood. Efter studier vid Alnarps lantbruksinstitut undervisade Miles von Wachenfelt under ett år vid Varpnäs lantbruksskola. Därefter blev han sekreterare vid Stockholms stadsfullmäktiges mjölkhandelskommission och 1917 föreståndare för folkhushållningskommissionens mejeriavdelning. Åren 1920–1921 var von Wachenfelt tillfälligt andre kanslisekreterare i jordbruksdepartementet, för att under större delen under 1920-talet vara verksam som Sveriges lantbrukskonsultent i England. År 1927 fick han tjänsten som lantbruksattaché vid Svenska ambassaden i London, och beskickningarna i Dublin och Haag. Han var därefter chef för beskickningen i Londons skyddsmaktavdelning. von Wachenfelt blev hedersledamot i Royal Agricultural Society 1947.
Vid sidan av sina statliga uppdrag publicerade von Wachenfelt ett flertal skrifter som fick betydelse för den svenska exportpolitiken: Svenska smör- och baconexporten, Informationsväsendet på jordbruksområdet, Internationella märkningsbestämmelserna för smör och Engelska jordbrukets läge. År 1947 utgav han Ett återfunnet Lapplandsporträtt av Carl von Linné. Miles von Wachenfelt är begravd på Pålsjö kyrkogård i Helsingborg.